# Pim Balkestein
Pim Balkestein (Gouda, Holanda Meridional, 29 de abril de 1987) es un futbolista neerlandés. Juega de defensa y su actual equipo es el VVV-Venlo de la Segunda División de Holanda.

## Clubes
| Club          | País       | Año       |
| ------------- | ---------- | --------- |
| SC Heerenveen | Holanda    | 2005-2008 |
| Ipswich Town  | Inglaterra | 2008-2009 |
| Brentford FC  | Inglaterra | 2009      |
| Ipswich Town  | Inglaterra | 2010      |
| Brentford FC  | Inglaterra | 2010-2011 |
| Rochdale AFC  | Inglaterra | 2011-2012 |
| AFC Wimbledon | Inglaterra | 2012-2014 |
| VVV-Venlo     | Holanda    | 2014-     |